# Siegfried Melchert
Siegfried Melchert (* 14. März 1936 in Schmolsin; † 14. September 2013 in Potsdam) war ein deutscher Sporthistoriker und Hochschullehrer.

## Leben
Melchert lebte bis 1947 im Hinterpommerschen Schmolsin und ging auch dort zur Schule. Nachdem als Folge der Bierut-Dekrete die deutsche Bevölkerung – die nun polnische Gemeinde – zwangsweise verlassen musste, wurde seine Familie nach Thüringen umgesiedelt. Dort besuchte er in Ilmenau die Schule, wo er auch im Jahr 1955 das Abitur ablegte und anschließend für ein Jahr als Heimerzieher arbeitete. Von 1956 bis 1961 absolvierte Melchert ein Lehramtsstudium an der Universität Jena für die Fächer Geschichte, Sport und Kunsterziehung.
1966 promovierte Melchert an der Philosophischen Fakultät der Universität Jena (s. Schriften) und arbeitete bis 1970 als Fachreferent des Ministeriums für Hochschulwesen. In den folgenden Jahren lehrte er an der Humboldt-Universität Berlin, der Pädagogischen Hochschule Zwickau und an der Pädagogischen Hochschule „Karl Liebknecht“ (seit 1991 Universität Potsdam).

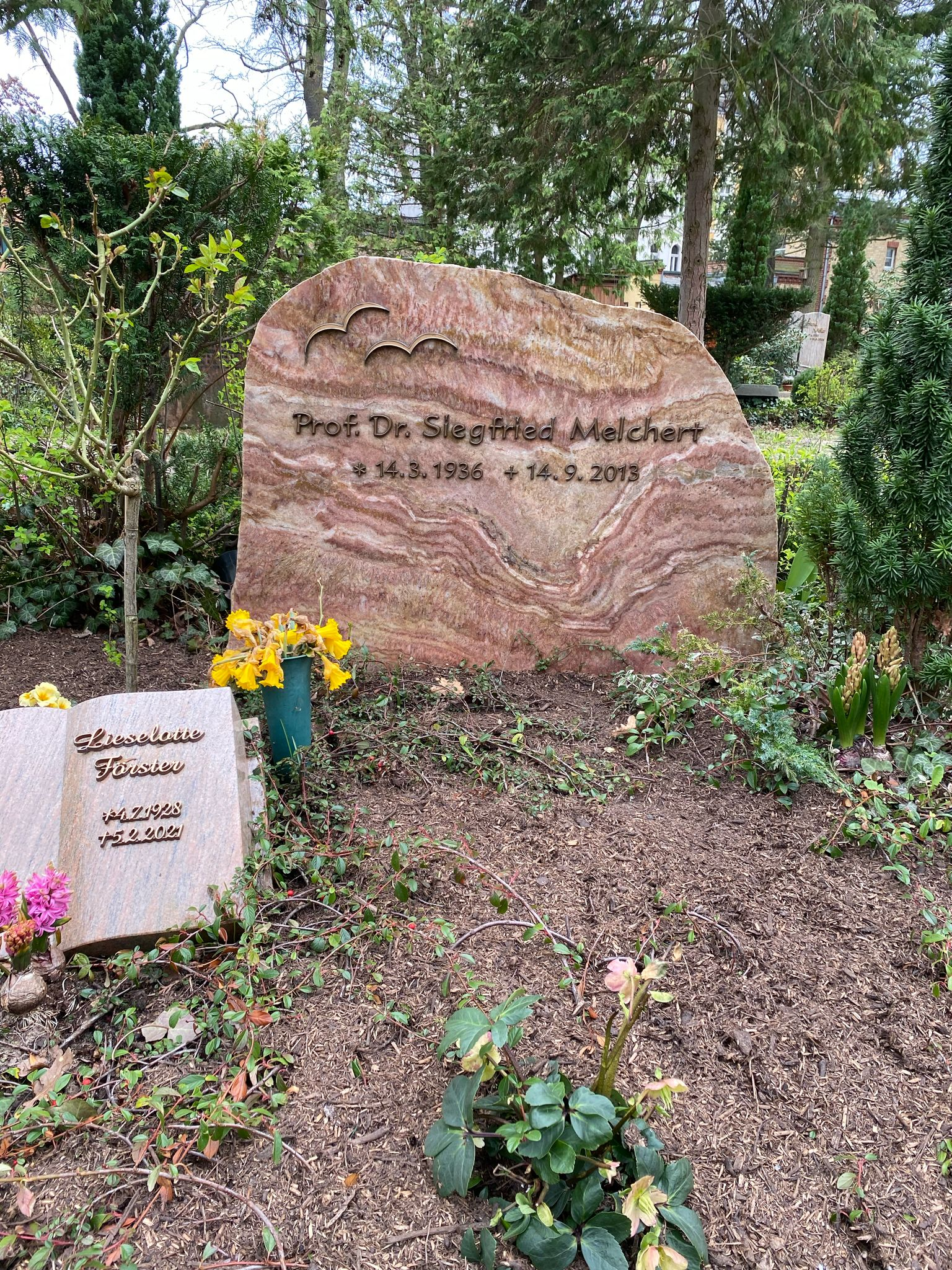
Grabstätte

Melchert habilitierte 1976 in Potsdam, war dort ab 1979 als Dozent tätig und erhielt im Jahr 1989 eine Berufung auf eine ordentliche Professorenstelle. Ferner lehrte er als Gastdozent in Minsk und Sankt Petersburg.
1994 wurde Siegfried Melchert ordentliches Mitglied der Petrowskaja-Akademie der Wissenschaften und Künste in Sankt Petersburg und war ab 1999 Mitglied des wissenschaftlichen Beirates des Kaschubischen Museums in Kartuzy und Mitglied im Redaktionskollegium des Projekts Kaszubskie Zeszyty Muzealne.
2001 schied Melchert aus dem Hochschuldienst aus. Danach engagierte er sich vor allem in der Friedrich-Ludwig-Jahn-Gesellschaft, wofür er 2006 die goldene Ehrennadel der Gesellschaft erhielt und 2008 zum Ehrenmitglied ernannt wurde. Melchert war verheiratet und hatte fünf Kinder. Seine letzte Ruhestätte erhielt er auf dem Friedhof Goethestraße in Potsdam-Babelsberg.

## Schriften (Auswahl)
- Staatspolitische Erziehung der westdeutschen Turn- und Sportjugend. 1949–1965. Dissertation vom 3. Februar 1966, Universität Jena.
- mit Siegfried Harmel und Norbert Heise: Sport und Recht: Handbuch für den Sportpädagogen. Sportverlag, Berlin 1982 (2. Aufl. 1986).
- Sportkaderbildung in der UdSSR – Gedanken zur Weiterentwicklung der Sportkaderbildung in der DDR: eine Studie zu Ziel, Inhalt und Prozess der Sportkaderbildung am Leningrader Institut für Körperkultur P. F. Lesgaft im Bereich der gesellschaftswissenschaftlichen Disziplinen der Sportwissenschaften und zu Tendenzen der Wissenschaftlichen-Entwicklung in diesem Bereich. Pädagogische Hochschule „Karl Liebknecht“, Potsdam 1985.
- Turn- und Sportgeschichte in Brandenburg. Brandenburgische Verlags- und Druckgesellschaft, Potsdam 1995. (ohne ISBN)
- Volkstümliche Kinder- und Jugendspiele in Pommern im 19. und 20. Jahrhundert. In: Kindheit und Jugend in der Neuzeit 1500–1900 (Hrsg. Werner Buchholz) Steiner, Stuttgart 2000, ISBN 3-515-07259-4.